# Kolor mleka
Kolor mleka (ang. The Color of Milk, 2004) – norwesko-szwedzki film przygodowy w reżyserii Torun Lian. Film w Polsce emitowano za pośrednictwem kanału TVP 2 oraz ZigZap.

## Opis fabuły
Nastolatka Selma,  wychowywana przez ojca i macochę musi się nauczyć kontaktu z rówieśnikami.

## Obsada
- Julia Krohn jako Selma
- Bernhard Naglestad jako Andy
- Marie Kinge jako Ingun
- Maria Elisabeth A. Hansen jako Elin
- Ane Dahl Torp jako Nora
- Gustaf Skarsgård jako Främlingen